# Peugeot (бронеавтомобіль)
Панцирник Peugeot був першим панцирником французького війська в час Першої світової війни.
Через загрозу захоплення Парижу стрімко наступаючим німецьким військом у Франції терміново розпочались роботи по посиленні сухопутних підрозділів. У серпні 1914 було посилено 5 мм панцирними листами легковий автомобіль Peugeot 146 чи 148. Посеред відкритої панцирної кабіни встановлювали на турелі 8 мм кулемет. Перші панцирники  відрізнялись між собою розміщенням захисту, озброєнням. Під кінець 1914 військо сформувало вимоги до панцерників, згідно яких було розроблено кулеметні машини AM Renault 20CV model E 1 і Peugeot Modell AM 18CV. Шасі авто з колесами з спицями не було посилене попри значне збільшення його ваги і у пізніших модифікаціях Modell AC Peugeot 18CV встановлювали ззаду подвійні колеса та 37 мм гармату. Також крім кулементної модифікації Modell AM 18CV були модифікації з двома кулеметами чи гарматою і кулеметом. З початком позиційної війни у 1915 році панцирники виконували патрулювання позаду лінії фронту. З появою у війську танків FT 17 наприкінці 1917 інтерес до використання панцирників стрімко знижувався. При німецькому наступі весною 1918 року їх використали для підтримки англійської піхоти, але низька прохідність не дозволяла їх використовувати далеко від доріг.
На завершення війни у війську Франції залишалось 28 панцирників Peugeot. З 1919 Польща розпочала перемовини про купівлю озброєння, зокрема панцирників. Через загрозу Варшаві в час польсько-російської війни восени 1920 уряд Польщі купив у Франції 18 панцирників  Peugeot, з яких лише три були озброєними. Вони прибули у жовтні до Познані, де 12 з них озброїли 8 мм кулеметами Hotchkiss M1914, а шість гарматами SA-18 Puteaux L/21.  Було сформовано 1 і 2 дивізіони панцирників  відповідно з 8 і 10 машин. Згодом їх модернізували, а 1928 почали замінювати панцирниками wz. 28. У 1930-х роках застарілі панцирники Peugeot винайняли поліції, а кулемети замінили на 7,92 мм Hotchkiss M1925. На 1935 дванадцять з них були навчальними, а три продали поліції Португалії (1937). З початком 2-ї світової війни панцирники Peugeot прийняли перший бій 1 вересня 1939 у Хожуві в Сілезії.
Декілька панцирників в час війни передали Сербії і вони зрештою опинились у війську Югославії. Також панцирники Peugeot знаходились у Добровольчій армії доби Громадянської війни.